# Franco Bolognese
Franco Bolognese (fl. XIV secolo) è stato un miniatore italiano vissuto tra la fine del XIII e l'inizio del XIV secolo.
Su di lui le notizie sono ancora più scarse rispetto a quelle su Oderisi da Gubbio, a cui viene paragonato nel celebre confronto del Purgatorio, XI, 79 e ss. In questo passo Dante dice che è più giovane di Oderisi, e forse ancora in vita mentre veniva scritto il canto XI del Purgatorio. 

## Gli stili
Nel Trecento la pittura giottesca causa un distacco dalle fasi precedenti anche nell'arte della miniatura: le gamme chiare e i colori tenui vengono sostituite da tinte a corpo, colori intensi e contrastanti; al disegno delicato di derivazione bizantina si sostituisce un plasticismo più rapido, caratterizzato da una nuova vivacità drammatica. È possibile che queste novità siano state introdotte proprio da Franco Bolognese, soprattutto perché Dante lo contrappone ad Oderisi. 
l'onor d'Agobbio e l'onor di quell'arte

ch'alluminar chiamata è in Parisi?». 

«Frate», diss'elli, «più ridon le carte

che pennelleggia Franco Bolognese;

l'onore è tutto or suo, e mio in parte.»
(Dante Alighieri, Purgatorio, XI, vv. 79-84)

## La fama
Tuttavia questa non deve essere necessariamente interpretata come un contrapposizione di tipo qualitativo, poiché Dante, nelle opposizioni Oderisi/Franco, Cimabue/Giotto, Guinizzelli/Cavalcanti non mira ad affermare la superiorità del secondo sul primo, ma soltanto a storicizzare il cambiamento di gusto dall'una all'altra generazione.